# Seiichi Makita
Seiichi Makita (født 11. juli 1968) er en tidligere japansk fodboldspiller.
Han har spillet for flere forskellige klubber i sin karriere, herunder Urawa Reds.